# André d'Allemagne
André d'Allemagne (1929–2001), traducteur, professeur de sciences politiques, observateur et commentateur politique, essayiste et militant pour l'indépendance du Québec. Avec une vingtaine d'autres personnes dont Marcel Chaput et Jacques Bellemare, il est un membre fondateur du Rassemblement pour l'indépendance nationale (RIN).

## Biographie
André d'Allemagne naît à Montréal le 14 octobre 1929, fils de Pierre d'Allemagne et de Marie-Hélène Stella Hamelin. Son grand-père paternel est le baron André d'Allemagne (1865-1960), maire de la commune de Belley, dans le département français de l'Ain.
Il complète ses études classiques au Collège Stanislas de Montréal entre 1941 et 1948. Il entame des études linguistiques d'abord à l'Université McGill, puis passe à l'Université de Montréal, où il obtient, en 1952, une maîtrise ès arts pour sa thèse Antagonismes linguistiques chez le bilingue.
Après avoir obtenu sa maîtrise, il exerce le métier de traducteur au service de la Division des débats du Parlement fédéral canadien. De 1954 à 1964, il exerce également le métier de traducteur-rédacteur pour l'agence The Canadian Press et diverses agences de publicité autant à Montréal qu'à Toronto. En janvier 1958, il prend part à la première expérience de traduction simultanée de la CBC/Société Radio-Canada. Avec Andrée Francœur et Blake T. Hanna, deux autres diplômés de l'Université de Montréal, il interprète les discours des intervenants du congrès du Parti libéral fédéral à Ottawa.
En mars 1958, la revue Laurentie de l'Alliance laurentienne publie une lettre qu'il transmet à la rédaction. Dans ce qui est peut-être son premier texte d'opinion politique en appui à l'indépendance du Québec, il affirme que la politique centralisatrice d'Ottawa depuis la Deuxième Guerre mondiale menace la survivance du Québec et que l'action autonomiste est globalement un échec en plus d'être insuffisante. Selon lui, l'État laurentien est non seulement possible, mais nécessaire et urgent. Il conclut son texte en invitant les partisans de l'indépendance à ne pas prendre position trop rapidement sur la forme du régime politique qu'adopterait « un Québec libre et rénové ». Qu'il soit socialiste, capitaliste ou corporatiste, dit-il, cet État ne se fera pas si les indépendantistes échouent à réaliser leur unité au-delà de leurs opinions en matière d'organisation politique, de doctrine sociale et de croyances religieuses. Également en mars 1958, le McGill Daily, journal des étudiants de l'Université McGill, publie un de ses textes dans un numéro spécial intitulé « French Canada Today ». Dans ce texte, il résume l'histoire des Canadiens français pour le public anglophone, sur la base de sa lecture des historiens Mason Wade, Thomas B. Costain et Michel Brunet.
Le 10 septembre 1960, il prend part avec une vingtaine d'autres personnes à la fondation du Rassemblement pour l'indépendance nationale (RIN), qui se déroule à l'auberge Le Châtelet à Morin Heights, dans les Laurentides. Il est élu président de la nouvelle organisation. L'idée que le RIN doit s'efforcer de faire l'unité des Canadiens-français sur la question de l'indépendance nationale au-delà des divergences partisanes, idée également partagée par le vice-président Marcel Chaput et le trésorier Pierre Renaud, est au cœur de l'action de la nouvelle organisation durant ses premières années. Rapidement, plusieurs jeunes hommes et femmes rejoignent le mouvement, parmi lesquels Pierre Bourgault, Pierre Renaud et Andrée Ferretti.
En 1964, l'Association générale des étudiants de l'Université de Montréal (AGÉUM) le nomme au poste de conseiller technique. Il figure en tant que lui-même dans le film Jusqu'au cou, de Denis Héroux, qui paraît en décembre de la même année.
Le RIN, transformé en parti politique de tendance sociale-démocrate en 1964, le présente comme candidat dans la circonscription d'Outremont lors de l'élection générale québécoise du 5 juin 1966. Il arrive second derrière Jérôme Choquette du Parti libéral du Québec avec 3 218 votes (12,67 %). Son essai Le colonialisme au Québec est publié cette année-là.
Après la dissolution du RIN en 1968, il devient membre du Parti québécois. À partir de 1969, il enseigne les sciences politiques au Collège de Maisonneuve et n'intervient presque plus sur la scène politique.
En 1971, la Faculté de sciences politiques de l'Université de Montréal lui décerne une maîtrise pour sa thèse Le Rassemblement pour l'indépendance nationale de 1960-1963, étude d'un groupe de pression au Québec. Cette thèse est publiée en 1974 avec une préface du sociologue Marcel Rioux. Il épouse en premières noces la journaliste Lysiane Gagnon. Il a trois enfants avec Viviane Racette, sa seconde épouse : Nicolas (1976), Catherine (1978) et Anne (1981).
En 1978, il commence des études doctorales en sciences politiques sous la direction d'Edmond Orban, professeur à l'Université de Montréal. Il y met fin de lui-même « pour des raisons personnelles et confidentielles » en mai 1980.
Atteint d'un cancer depuis trois ans, il meurt le 1er février 2001 à l'âge de 71 ans. Une cérémonie d'adieu est organisée par sa famille à la Maison Ludger-Duvernay de la Société Saint-Jean-Baptiste de Montréal le 6 février.
En 2002, Jean-Claude Labrecque réalise un documentaire historique sur le RIN dans lequel on peut voir des images d'archive d'André d'Allemagne de même que la dernière entrevue qu'il donne devant la caméra.

## Publications
Essais
- Le Colonialisme au Québec (1966)
- La Capitulation tranquille. Les « multinationales », pouvoir politique parallèle? (1972)
- Le R.I.N. de 1960 à 1963. Étude d'un groupe de pression au Québec (1974)
- Le presque pays (1998)
- Une idée qui somnolait : écrits sur la souveraineté du Québec depuis les origines du RIN, 1958-2000 (2000)

Traductions
- Stanley Bréhaut Ryerson, Le Capitalisme et la Confédération. Aux sources du conflit Canada-Québec (1760-1873) (1972)
- Kari Levitt, La capitulation tranquille (1972)
- Brian Young, George-Étienne Cartier, bourgeois montréalais (1982)
- Rae Murphy, Robert Chodos, Nick Auf Der Maur, Brian Mulroney (1984)
- Crawford Brough Macpherson, Principes et limites de la démocratie libérale (1985)

Thèses
- Antagonismes linguistiques chez le bilingue (1952)
- Le Rassemblement pour l'indépendance nationale de 1960-1963, étude d'un groupe de pression au Québec (1971)